# Хирургия
Хирургията (на гръцки: χειρουργική – от χειρ „ръка“ и εργον „действие, работа“; на латински: chirurgiae, буквално означава „работа, извършвана с ръцете“ или „ръчна работа“) е основен дял от медицината, който се отнася до оперативното лечение на различни заболявания и травми и има за цел подобряване на органовата (на даден орган) или на определена система в тялото функция и структура (реконструктивна хирургия) и нейното приложение в някои случаи може да е задължително или потенциално възможно. Извършва се от обучени в специалността лекари, наречени хирурзи.
Извършването на хирургия се нарича хирургична процедура или операция (според сложността), хирургичен като прилагателно се отнася често до хирургичните инструменти. 

## История
Още от каменната ера и античността са открити археологични свидетелства (кости) за операции на глава.
През желязната епоха става възможно изработването на хирургически инструменти, каквито биват намирани от археологията (напр. у нас тракийските лекари развиват и научна, и практическа хирургия, използвайки професионални хирургични инструменти) .
Хирургически операции са правили римляните с инструменти, които са били специално предназначени за тази цел. Вероятно хирургията в Древен Рим е била предназначена за лекуване на военни травми, като е известно, че те зарастват добре и не са известни белези при римляните. 
В Древен Египет хирургията има различно предназначение, там инструментариумът е специфичен. (коментар на ред.) За успехи на тези операции не се докладва.
Хирургията в Русия започва да се развива през 1654 с откриването на школи по хирургична анатомия и хирургия, аптекарската фармацевтика се появява през 1704 и през същата година е завършено изграждането на завод за хирургически инструменти. Първата болница в Москва е открита през 1707 г.
Н.И. Пирогов поставя основите на военно-полевата и спешната хирургия в Русия и в България, като участващ в 4 руски войни, включително Руско-Турската Освободителна война.

## Подраздели
Хирургията е медицинска наука, която обхваща хирургични и оперативни намеси (интервенции) по цялото човешко тяло. Под понятието „хирургия“ много често се разбира дисциплината обща хирургия (general surgery), но може да се използва и като съставна дума на поддяловете на хирургията като спешна хирургия или кардиохирургия. Тъй като хирургията е сложна и комплексна медицинска дисциплина, в нея са обособени различни специалности, насочени към лечението на различни системи и органи на човешкото тяло. В зависимост от това тя се разделя на хирургични подспециалности и специалности с хирургична насоченост.

### Хирургични специалности
По смисъла си това са конкретните тесни специалности различни от хирургията в най-общ смисъл. 
- Спешната хирургия е основна хирургична дисциплина, занимава се с диагностиката и хирургичното лечение на заболявания и травми, които изискват спешна медицинска намеса. Спешни хирургични намеси намират приложение в специалността спешна медицина, но и във всички хирургични подспециалности, например спешна кардиохирургия, спешна коремна хирургия и др.
- Неврохирургия – занимава се с диагностиката и хирургичното лечение на заболяванията и травмите на главния и гръбначния мозък, както и на периферните нерви.
- Гръдна хирургия (тораксиална хирургия) – занимава се с диагностиката и хирургичното лечение на заболяванията и травмите на дихателната система (и медиастинума виж каридотораксиална хирургия).
- Кардиохирургия – занимава се с диагностиката и хирургичното лечение на заболяванията и травмите на сърцето и главните му съдове.
- Кардиотораксиална хирургия - гръдна хирургия и кардиохирургия
- Съдова хирургия – занимава се с диагностиката и хирургичното лечение на заболяванията и травмите на кръвоносната и лимфната система.
- Коремна (висцерална) хирургия – занимава се с диагностиката и хирургично лечение на заболяванията и травмите на коремните органи и предната коремна стена.
- Детско-юношеска хирургия – занимава се с диагностиката и хирургично лечение на заболяванията и травмите при деца до 7-годишна възраст и останалите юношеско и (младежки възрасти).
- Ендокринна хирургия – занимава се с диагностиката и хирургичното лечение на заболяванията и травмите на ендокринната система.
- Лицево-челюстна хирургия
- Пластична (пластично-възстановителна) хирургия – занимава се с диагностиката и хирургичното лечение на вродени и придобити дефекти на външните обвивки на тялото, формите на тялото, кожата, а така също и на изгарянията, измръзванията и техните последици. За лицево-челюстна хирургия включва: отопластика, блефаропластика, халопластика, ринопластика, лифтинг на кожата.

### Специалности с хирургична насоченост
По смисъла си това не са подспециалности на общата хирургия, а комплексни медицински специалности, в които могат да се извършват различни по обем хирургични интервенции.
- Ортопедия и травматология
- Уши, нос, гърло
- Очни болести
- Урология
- Акушерство и гинекология
- Неврохирургия

### Други видове хирургия
В хирургията са обособени понятия свързани с типа оперативна дейност, които не могат да се обособят като хирургични подспециалности.
- Военна хирургия
- Онкохирургия – занимава се с диагностиката и хирургична намеса  като допълнение към химиотерапията и други видове онкологично лечение на онкологичните заболявания.
- Минималноинвазивна хирургия
  - Лапароскопска (миниинвазивна) хирургия

## Хирургия в България
Началото на хирургията в България като научна и на приложението й специалност става след Освобождението на България от руски лекари хирурзи, най-известният от които е Н.И. Пирогов, който участва в няколко руски войни, включително Руско-Турската Освободителна война като военно-полеви хирург. На негово име е основан Институт Пирогов, вероятно на базата на следосвобожденски учебно-образователен и хирургичен комплекс, където са се обучавали първите български лекари след Освобождението. Подобен хирургичен център на името на Пирогов има и в Москва. 
Работата на Пирогов се развива особено през социализма, когато неговата военно-полева хирургия намира практическо приложение в травматологията и спешната хирургия, с която е по-известен Интитут Пирогов сега.
След демократичните промени от началото на 90-те Пирогов е преобразуван в университетска болница по подобие на американските болници за спешна помощ, които често са университетски болници (това, обаче е проблем, тъй като Пирогов е руски учен, а пироговската медицина е руска хирургична медицина свързана с Освободителните Руско-Турски войни, тоест с това се получава културологична неконсистентност, тъй като в САЩ Пирогов е непознат като хирург, макар да има понятие за военно-полева хирургия, но основно и предимно във Великобритания).
Българската хирургия има влияние от френската и румънската хирургия (Букурещ) през 19 (както и през 20 век) . 
След приемането на България в ЕС за придобиване на специалност по хирургия вече не се изисква лекарят да има придобита специалност по обща хирургия. 
Изключение прави специалността Военна хирургия, за придобиването на която е нужно лекарят да има вече призната специалност по обща хирургия, ортопедия и травматология, включително неврохирургия, а дори и акушерство, и гинекология (в случаите, когато пациентката може да се нуждае от незабавен аборт и други), както и други.

## Виж още
- Хирург
- Спешна хирургия
- Пирогов